# Feneu
Feneu település Franciaországban, Maine-et-Loire megyében. Lakosainak száma 2216 fő (2022. január 1.). Feneu Montreuil-Juigné, Cantenay-Épinard, Écuillé, Longuenée-en-Anjou, Sceaux-d’Anjou és Soulaire-et-Bourg községekkel határos.

## Népesség
A település népességének változása:
| Lakosok száma | 1100 | 1509 | 1676 | 2039 | 2184 | 2235 | 2193 | 2192 | 2188 | 2216 |
|               | 1968 | 1982 | 1990 | 2006 | 2013 | 2015 | 2017 | 2019 | 2020 | 2022 |